# David Volek
David Volek, född 18 juni 1966 i Prag, Tjeckoslovakien, är en tjeckisk före detta professionell ishockeyspelare. Volek spelade sex säsonger i NHL för New York Islanders mellan 1988 och 1994.

## Spelarkarriär
David Volek valdes av New York Islanders i NHL-draften 1984 som 208:e spelare totalt. Han spelade fyra säsonger i tjeckoslovakiska Extraliga från 1984 till 1988 innan han hoppade av till NHL inför säsongen 1988–89. Sin första säsong i NHL gjorde Volek 25 mål och 34 assist för totalt 59 poäng på 77 matcher och blev invald i NHL All-Rookie Team.
Volek är annars mest berömd som spelaren som sköt de regerande tvåfaldiga mästarna Pittsburgh Penguins ut ur Stanley Cup-slutspelet 1993. New York Islanders besegrade Pittsburgh Penguins på övertid i den sjunde och avgörande matchen efter det att Volek gjort mål på en kontring. Målet var Voleks andra i matchen som slutade 4-3 till Islanders.
En ryggskada höll Volek borta från spel säsongen 1994–95. Han försökte komma tillbaka i spel säsongen 1995–96 men efter endast fem matcher med Sparta Prag var han tvungen att sluta med ishockeyn på elitnivå.
Volek representerade Tjeckoslovakien i VM 1987 och 1991, i OS 1988 och i Canada Cup 1987.

## Statistik

### Klubbkarriär
| 1984–85          | HC Sparta Prag     | Extraliga        | 32  | 5  | 5   | 10  | 14  |    |   |   |    |   |
| 1985–86          | HC Sparta Prag     | Extraliga        | 35  | 10 | 7   | 17  | 16  |    |   |   |    |   |
| 1986–87          | HC Sparta Prag     | Extraliga        | 39  | 27 | 25  | 52  | 38  |    |   |   |    |   |
| 1987–88          | HC Sparta Prag     | Extraliga        | 42  | 29 | 18  | 47  | 58  |    |   |   |    |   |
| 1988–89          | New York Islanders | NHL              | 77  | 25 | 34  | 59  | 24  | –  | – | – | –  | – |
| 1989–90          | New York Islanders | NHL              | 80  | 17 | 22  | 39  | 41  | 5  | 1 | 4 | 5  | 0 |
| 1990–91          | New York Islanders | NHL              | 77  | 22 | 34  | 56  | 57  | –  | – | – | –  | – |
| 1991–92          | New York Islanders | NHL              | 74  | 18 | 42  | 60  | 35  | –  | – | – | –  | – |
| 1992–93          | New York Islanders | NHL              | 56  | 8  | 13  | 21  | 34  | 10 | 4 | 1 | 5  | 2 |
| 1993–94          | New York Islanders | NHL              | 32  | 5  | 9   | 14  | 10  | –  | – | – | –  | – |
| 1995–96          | HC Sparta Prag     | Extraliga        | 5   | 3  | 2   | 5   |     |    |   |   |    |   |
| Extraliga totalt | Extraliga totalt   | Extraliga totalt | 153 | 74 | 57  | 131 | 126 |    |   |   |    |   |
| NHL totalt       | NHL totalt         | NHL totalt       | 396 | 95 | 154 | 249 | 201 | 15 | 5 | 5 | 10 | 2 |

### Internationellt
| År     | Lag             | Turnering |    | Matcher | Mål | Assist | Poäng | Utv |
| ------ | --------------- | --------- | -- | ------- | --- | ------ | ----- | --- |
| 1987   | Tjeckoslovakien | VM        | 10 | 3       | 1   | 4      | 2     |     |
| 1987   | Tjeckoslovakien | CC        | 6  | 2       | 2   | 4      | 2     |     |
| 1988   | Tjeckoslovakien | OS        | 7  | 1       | 2   | 3      | 2     |     |
| 1991   | Tjeckoslovakien | VM        | 10 | 3       | 2   | 5      | 8     |     |
| Totalt | Totalt          | Totalt    | 33 | 9       | 7   | 16     | 14    |     |